# Gräberfeld von Derenburg
Auf dem Gräberfeld von Derenburg, benannt nach dem Ortsteil Stadt Derenburg der Stadt Blankenburg im Landkreis Harz, wurden zwischen 5500 und 5000 v. Chr., also in 20 Generationen, 40 Tote der bandkeramischen Kultur beigesetzt. Derenburg gehört zu den ältesten Gräberfeldern Sachsen-Anhalts. Der Spondylusschmuck vom Gräberfeld ist bislang nördlich des Harzes einzigartig und, wie die Begrenzung auf lediglich drei Bestattungen zeigt, selten.

## Die Gräberfunde
Eine Spondylusklappe in einem Frauengrab diente als Gürtelschmuck oder -befestigung. Reparaturen an Artefakten weisen auf eine sorgfältig Verwendung hin. Ein Armring zeigte Flickspuren an der Bruchstelle. Bei den Muschelklappen wurden alte Bohrungen mit Pfropfen aus Muschelmaterial verschlossen und mit Birkenpech verklebt.
In einem Frauengrab abseits des Gräberfeldes fand sich das gesamte Spektrum der Spondylusverarbeitung: Klappe, Armringe und Perlen. Abnorm waren auch die übrigen Beigaben. Ein Pferdezahn wurde, nachdem die erste Bohrung ausgebrochen war, erneut durchbohrt. Die Form und Machart der Keramik zeigte einen eigenwilligen Charakter. In der Grabgrube fanden sich eine flächige Rötelstreuung und ein Reibstein samt Reibplatte mit denen das Farbmineral zerrieben wurde.
Im Grab eines Mannes fanden sich ein Armreif und Perlen, die aus Muschelklappen herausgearbeitet waren. Muschelschmuck aus Männergräbern ist nicht unüblich. Nach bisheriger Erkenntnis stammen Muschelklappen aus Frauen- und Armringe aus Männergräbern, während sich Perlen in Gräbern beiderlei Geschlechts finden.

## Der Kontext

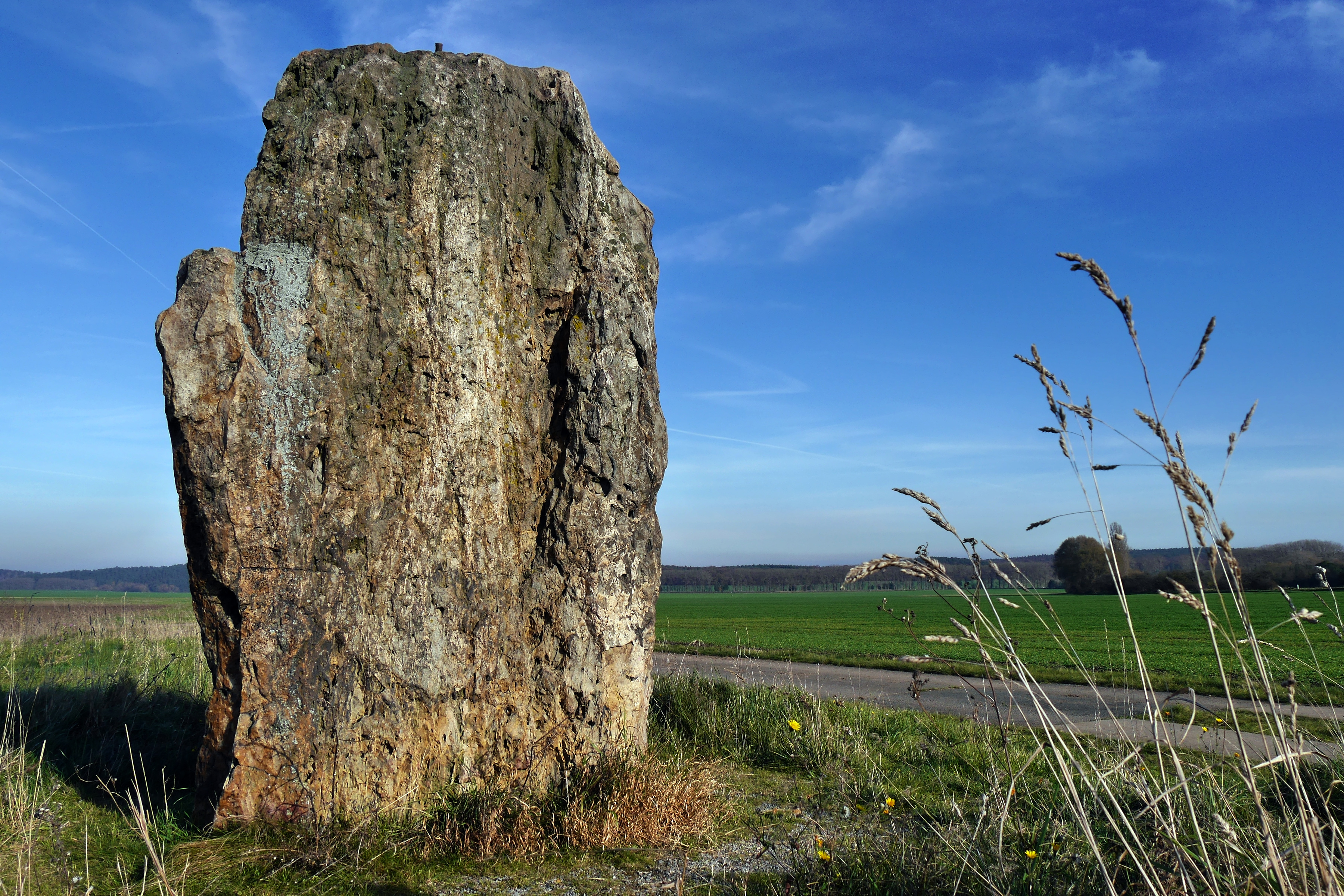
Menhir von Derenburg

In Gräberfeldern des Elbe-Saale-Gebietes erscheint Muschelschmuck, der im Neolithikum aus den Gehäusen einer dickschaligen Lazarusklapper (Spondylus gaederopus) gefertigt wurde. Das Verbreitungsgebiet der Muschel liegt im Mittelmeerraum und im Schwarzen Meer. Spondylusschmuck ist keine alltägliche Grabbeigabe, im Durchschnitt findet er sich etwa in jedem zehnten Grab. Die massiven Muscheln wurden zu Anhängern, Armringen, Perlen oder Schnallen verarbeitet. Die Armringe wurden an den Oberarmen getragen und waren so eng, dass sie nicht über den Ellbogen abgestreift werden konnten. Offensichtlich wurden sie den Trägern bereits in der Jugend angelegt. Die Zeit scheint diesem Material wenig anzuhaben. Im Gegenlicht schimmern die Schmuckstücke in milchig lachsfarbenem Glanz. Wegen dieser Farbe, der Seltenheit und aufwendigen Beschaffung des Rohstoffs nennt man die Spondylus auch das „Gold der Steinzeit“.